# أشلي سامونز
أشلي سامونز (بالإنجليزية: Ashley Sammons) (مواليد 10 نوفمبر 1991 في سوليهول - إنجلترا) لاعب كرة قدم إنجليزي يلعب حاليا لصالح نادي الدرجة الممتازة برمنغهام سيتي الإنجليزي منذ 2009 في مركز الوسط المحوري .

## روابط خارجية
- أشلي سامونز على موقع قاعدة بيانات كرة القدم.إي يو (الإنجليزية)
- أشلي سامونز على موقع Soccerbase.com (لاعب) (الإنجليزية)
- أشلي سامونز على موقع Soccerway.com (الإنجليزية)
- أشلي سامونز على موقع كووورة